# エドワード・モリス
エドワード・モリス（Edward Morris、1984年5月4日 - ）は、バスケットボール選手である。身長203cm、体重98kgで、ポジションはパワーフォワード、センター。Bリーグの京都ハンナリーズ所属。

## 来歴
ピッツバーグ州立大学を卒業後、スペイン、オーストラリア、デンマークのチームでプレー。
2011-12シーズンより信州ブレイブウォリアーズに入団し、2シーズン在籍。2シーズンともダンクショット数でリーグ1位を獲得し、また2011-12シーズンはリーグのフィールドゴール成功率でランク1位だった。
2013-14シーズンは東京サンレーヴスと契約。シーズン終了1か月前の2014年4月24日に契約解除された。
2014-15シーズンは、一旦島根スサノオマジックとの契約が合意に達したが、開幕直前の9月に合意が破棄され、福島ファイヤーボンズと契約した。レギュラーシーズン全52試合に出場。
2015-2016シーズンは、つくばロボッツに所属して29試合に出場していたが、1月31日付で退団。2月に埼玉ブロンコスと契約した。
2016年8月B3リーグの東京八王子トレインズがモリスとの契約合意を発表する。
2018年6月　横浜ビー・コルセアーズへの移籍が発表され、2018年9月3日付での日本国籍の取得が発表された。
2018-19,2019-20シーズンは、横浜はインサイドを外国籍選手2人がレギュラーを固めるフォーメーションだったため、スターターに入る機会こそ少なかったが、シーズンを通して3人目のインサイドプレイヤーを務めるシックスマンとしてチームに貢献した。
2018-19シーズンは60試合に出場し、14試合で先発。1試合平均では出場時間20.6分 4.3得点 5.8リバウンド 1.5アシスト 0.9スティール。
2019-20シーズンは40試合に出場し、3試合で先発。1試合平均では出場時間16.1分 3.6得点 3.7リバウンド 0.9アシスト 0.7スティールだった。
2020-21シーズンからは、リーグのレギュレーションの変更があり、外国籍選手との契約が3人まで可能になった。横浜は3人の外国籍選手を全てインサイドを務めることが可能で、外国籍選手と帰化選手を同時出場させるフォーメーションを取らないチーム方針もあり、出場機会が減ることになった。
2020-21シーズンは、新型コロナウイルスの日本国内での感染拡大の影響で、外国籍選手がシーズン開幕後もチームに合流できない状態が続いたこともあり、リーグ前半戦はスターティングメンバーとして出場を続け、外国籍選手の合流後は主にインサイドのバックアップとしてチームを支えた。35試合に出場(10先発)、1試合平均では14.7分出場、3.4得点、4.1リバウンド、0.4ブロック、0.7アシストを記録した。
2021-22シーズンは、ファウルトラブル時などにおけるインサイドのバックアッププレイヤーとしての出場が中心となった。49試合に出場(0先発)、1試合平均では9.1分出場、1.5得点、2.2リバウンド、0.2ブロック、0.4アシストを記録した。
2023年12月28日に宇都宮ブレックスへ期限付き移籍した。宇都宮ではインジュアリーリスト入りしていたギャビン・エドワーズの代役として6試合に出場していたが、エドワーズが復帰したことから2024年1月30日に宇都宮との契約が満了となり、同時に島根スサノオマジックへの期限付き移籍が発表された。3月18日に横浜との契約を解除し、島根と選手契約を締結した。5月2日に契約解除となった。
2024年6月28日に京都ハンナリーズと契約を結んだ。

## 人物

### バスケットボールプレイヤーとしての特徴
- 自身のプレースタイルについて｢突出して一つの能力に優れている訳では無いが、インサイド、アウトサイド含めオールラウンドな能力を有している｣と語っている。その上で自身はハイポストでのプレーを好んでおり、日本で自身に求められるのもインサイドプレイヤーとしての能力だと認識している[15]。

### その他
- かつては試合ではヘッドバンドを常に身につけていたが、これはモリスにとってのルーティンの一つで、ヘッドバンドをすることで良い試合ができると自分に暗示をかけている[15]。2019-20シーズンからはヘッドバンドを身につけないことが多くなった。

- 横浜ビー・コルセアーズの選手紹介

2018-19 ｢おはよう、コンチハ、イタダキマス。生まれカンザス　今海賊　　No.32 エドワード・モリス｣
2019-20 ｢戦地に飛び込み獲物を狩り取る　その勇姿こそが真骨頂　　No.32 エドワード・モリス｣
2020-21 ｢千里東西波こえて　パワーワードはエドワード｣

## 記録
| シーズン         | チーム | GP | GS | MPG  | FG%  | 3P%  | FT%  | RPG | APG | SPG | BPG | TO  | PPG  |
| ---------------- | ------ | -- | -- | ---- | ---- | ---- | ---- | --- | --- | --- | --- | --- | ---- |
| bjリーグ 2011-12 | 信州   | 52 | 11 | 25.8 | .576 | .208 | .532 | 6.8 | 1.3 | 0.9 | 0.6 | 2.9 | 13.0 |
| bjリーグ 2012-13 | 信州   | 52 | 13 | 29.2 | .528 | .091 | .663 | 8.5 | 2.2 | 1.0 | 0.7 | 2.4 | 13.7 |
| bjリーグ 2013-14 | 東京CR | 48 | 24 | 30.6 | .495 | .361 | .556 | 8.6 | 1.5 | 1.4 | 0.5 | 2.7 | 15.7 |
| bjリーグ 2014-15 | 福島   | 52 |    | 24.8 | .529 | .277 | .596 | 7.2 | 1.6 | 0.8 | 0.6 | 2.1 | 11.0 |
| NBL 2015-16      | つくば | 29 | 4  | 24.5 | .491 | .250 | .519 | 8.0 | 1.2 | 0.7 | 0.7 | 2.1 | 9.0  |
| bjリーグ 2015-16 | 埼玉   | 21 | 7  | 27.7 | .467 | .211 | .600 | 9.1 | 2.0 | 0.9 | 1.1 | 3.0 | 14.0 |
| B1 2016-17       | 八王子 | 50 | 50 | 25.2 | .479 | .301 | .601 | 8.1 | 1.9 | 1.0 | 0.7 | 2.5 | 13.1 |
| B1 2017-18       | 八王子 | 61 | 56 | 21.1 | .513 | .250 | .565 | 7.3 | 2.2 | 0.9 | 0.6 | 2.0 | 11.0 |
| B1 2018-19       | 横浜   | 60 | 14 | 20.6 | .426 | .167 | .540 | 5.8 | 1.5 | 0.9 | 0.5 | 0.9 | 4.5  |
| B1 2019-20       | 横浜   | 40 | 3  | 16.1 | .406 | .333 | .462 | 3.7 | 0.9 | 0.7 | 0.4 | 0.7 | 3.6  |
| B1 2020-21       | 横浜   | 35 | 10 | 14.7 | .400 | .250 | .612 | 4.1 | 0.7 | 0.1 | 0.4 | 0.7 | 3.4  |
| B1 2021-22       | 横浜   | 49 | 0  | 9.1  | .400 | .367 | .474 | 2.2 | 0.4 | 0.3 | 0.2 | 0.6 | 1.5  |

## ギャラリー

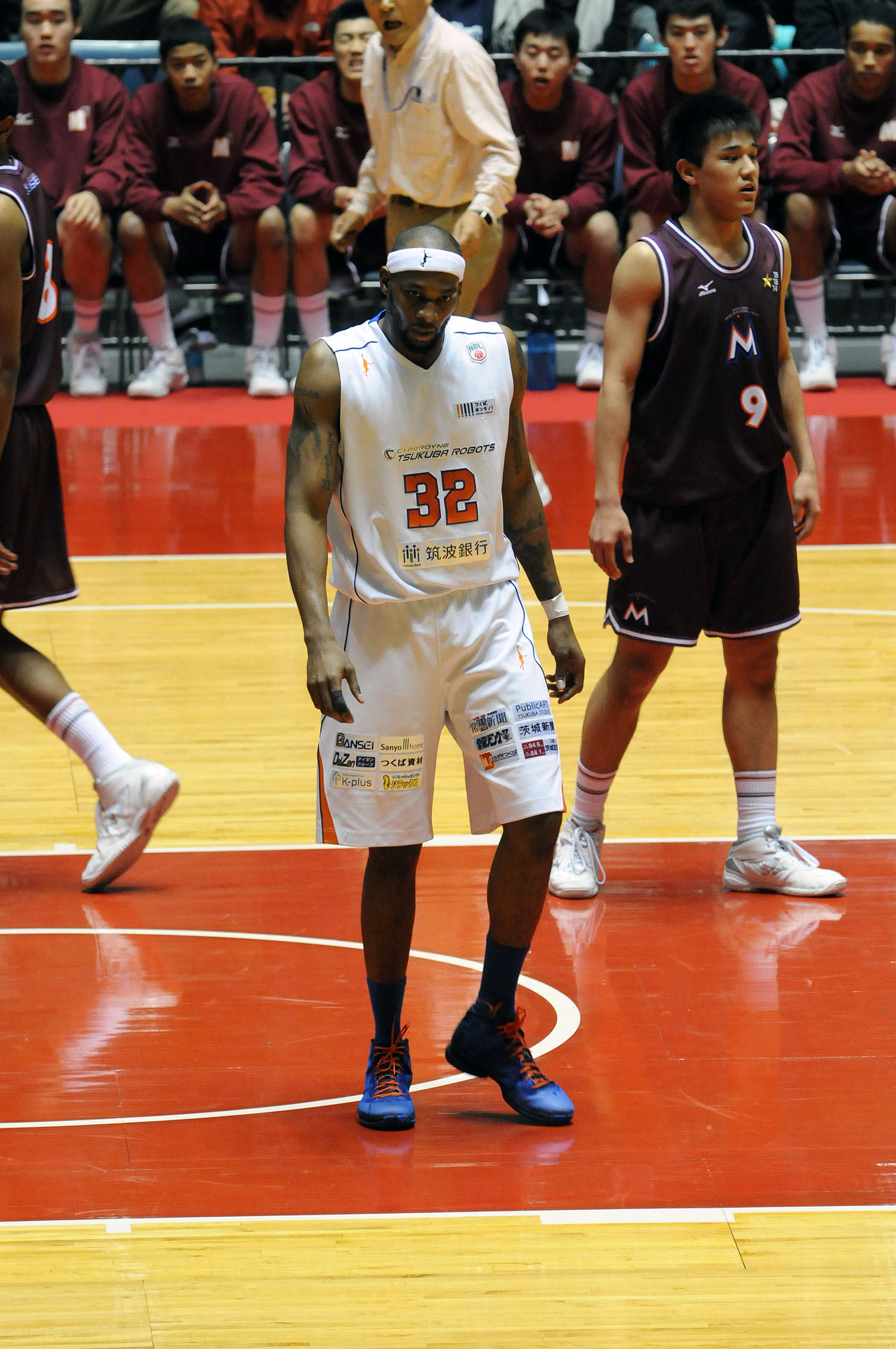
サイバーダインつくばロボッツ、エドワード・モリス選手。代々木第一体育館
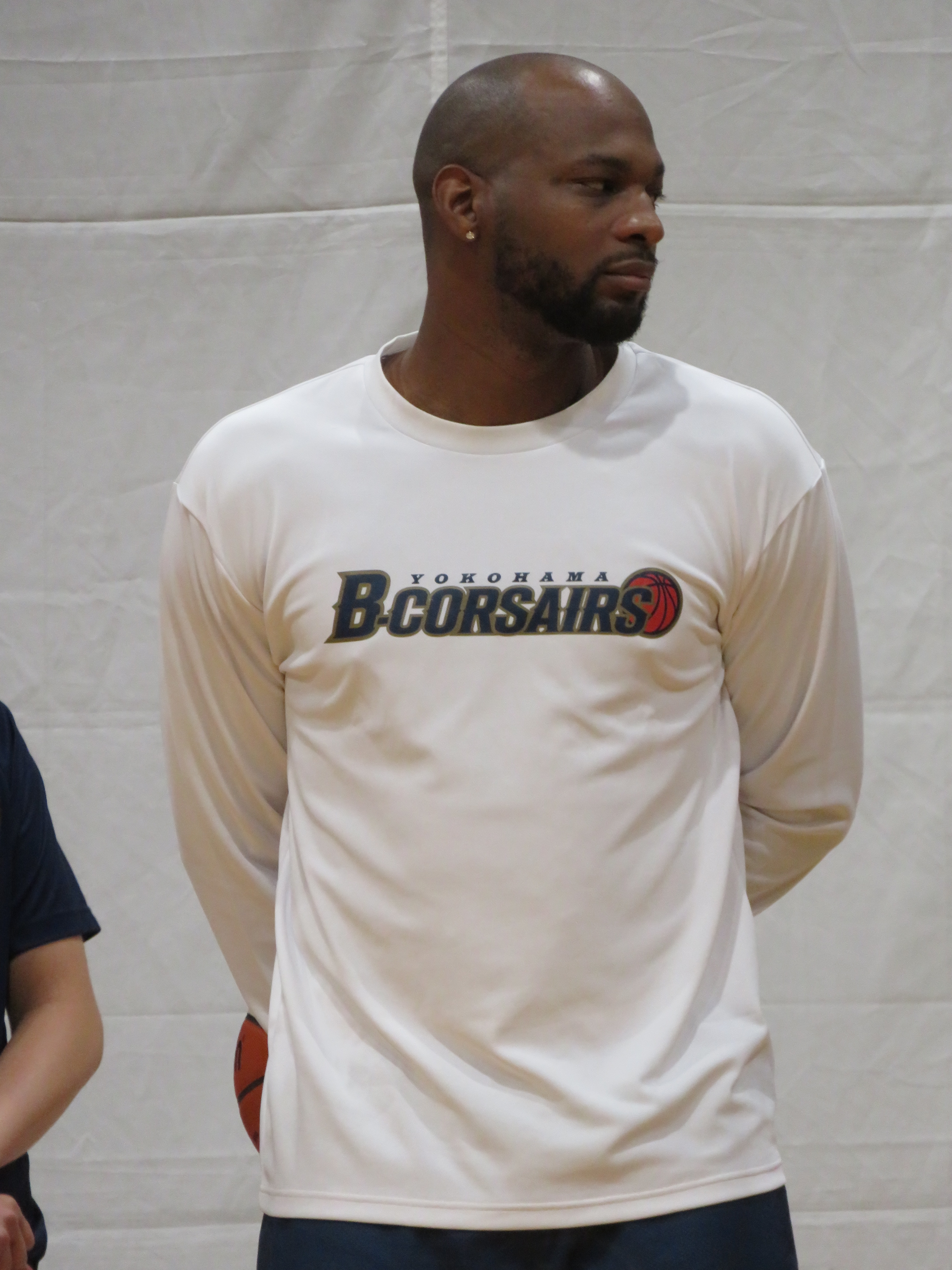
2019-05-19
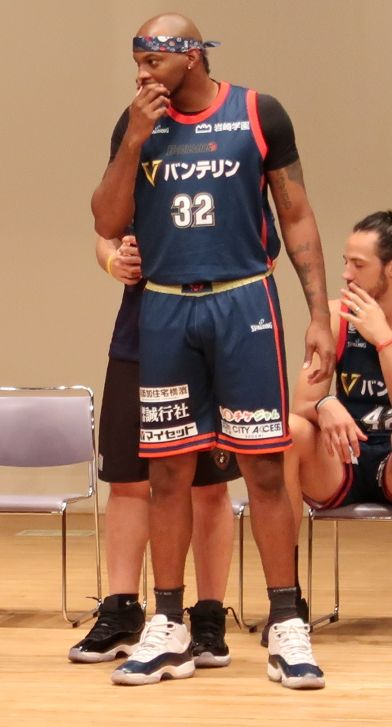
2019-09-27